# Sven Frye
Sven Frye (* 1976) war Bundesvorsitzender der SJD – Die Falken.

## Leben
Nach dem Abitur studierte Sven Frye Verwaltungswissenschaft an der Universität Potsdam. Seit dem Jahr 1992 ist er aktiv bei der SJD – Die Falken in Berlin-Schöneberg, arbeitete später im Landesvorstand und zeitweise als Sekretär und wurde im Mai 2005 in den Bundesvorstand gewählt. In der Zeit von März 2006 bis Mai 2013 war er Bundesvorsitzender. Er war außerdem Vorsitzender des Deutschen Bundesjugendrings.
Im Jahr 2014 war er Gewerkschaftssekretär bei Verdi Nordhessen. Derzeit arbeitet er im Ressort Personalentwicklung des IG-Metall-Vorstands.
Frye ist Mitglied der SPD.